# Warth-Weiningen
Warth-Weiningen, schweizerdeutsch Wart-Wiininge, ist eine politische Gemeinde im Bezirk Frauenfeld des Kantons Thurgau in der Schweiz.
Zur politischen Gemeinde gehören neben den Dörfern Warth und Weiningen und der bekannten Kartause Ittingen auch die Weiler Geissel, Nergeten und Weckingen.

## Geschichte
Die erste urkundliche Erwähnung von Weiningen datiert aus dem Jahre 1219 als Winingin. Die Geschichte von Warth ist eng mit dem ehemaligen Kloster Ittingen (1152–1848) verknüpft.
Die heutige Gemeinde Warth-Weiningen entstand am 1. Januar 1995 durch die Vereinigung der beiden ehemaligen Ortsgemeinden Warth und Weiningen. Für die Vereinigung löste sich Warth von der Munizipalgemeinde Uesslingen und Weiningen von der Munizipalgemeinde Pfyn. Zudem wechselte Weiningen vom ehemaligen Bezirk Steckborn zum Bezirk Frauenfeld.
→ siehe auch Abschnitt Geschichte im Artikel Warth TG

→ siehe auch Abschnitt Geschichte im Artikel Weiningen TG

## Bevölkerung
| Hier fehlt eine Grafik, die leider im Moment aus technischen Gründen nicht angezeigt werden kann. Wir arbeiten daran! |

|                        | 1850 | 1850 | 1900 | 1950 | 1990 | 2000 | 2010 | 2018 |
| ---------------------- | ---- | ---- | ---- | ---- | ---- | ---- | ---- | ---- |
| Politische Gemeinde    |      |      |      |      |      | 1131 | 1230 | 1341 |
| Ortsgemeinde Warth     | 225  | 238  | 183  | 219  | 506  |      |      |      |
| Ortsgemeinde Weiningen | 305  | 316  | 336  | 343  | 490  |      |      |      |

Von den insgesamt 1341 Einwohnern der Gemeinde Warth-Weiningen im Jahr 2018 waren 149 bzw. 11,1 % ausländische Staatsbürger. 579 (43,2 %) waren evangelisch-reformiert und 364 (27,1 %) römisch-katholisch.

## Wappen

Warth

Weiningen

Warth-Weiningen

Blasonierung: Gespalten von Weiss mit schwarzem Rost und von Schwarz mit gelber Traube mit weissem Stiel und zwei weissen Blättern.
Der Rost ist das Symbol des Heiligen Laurentius, des Kirchenpatrons von Ittingen; die Traube steht redend für Weiningen. Die Farben Schwarz und Weiss verweisen auf die Zugehörigkeit zur Gerichtsherrschaft der ehemaligen Kartause Ittingen.
Nachdem 1995 die politische Gemeinde Warth-Weiningen gebildet worden war, beschloss die Gemeindeversammlung 2002 die Kombination der Wappen der beiden ehemaligen Ortsgemeinden zu einem neuen.

## Wirtschaft
Im Jahr 2016 bot Warth-Weiningen 446 Personen Arbeit (umgerechnet auf Vollzeitstellen). Davon waren 12,3 % in der Land- und Forstwirtschaft, 26,2 % in Industrie, Gewerbe und Bau sowie 61,5 % im Dienstleistungssektor tätig.

## Sehenswürdigkeiten und Bilder

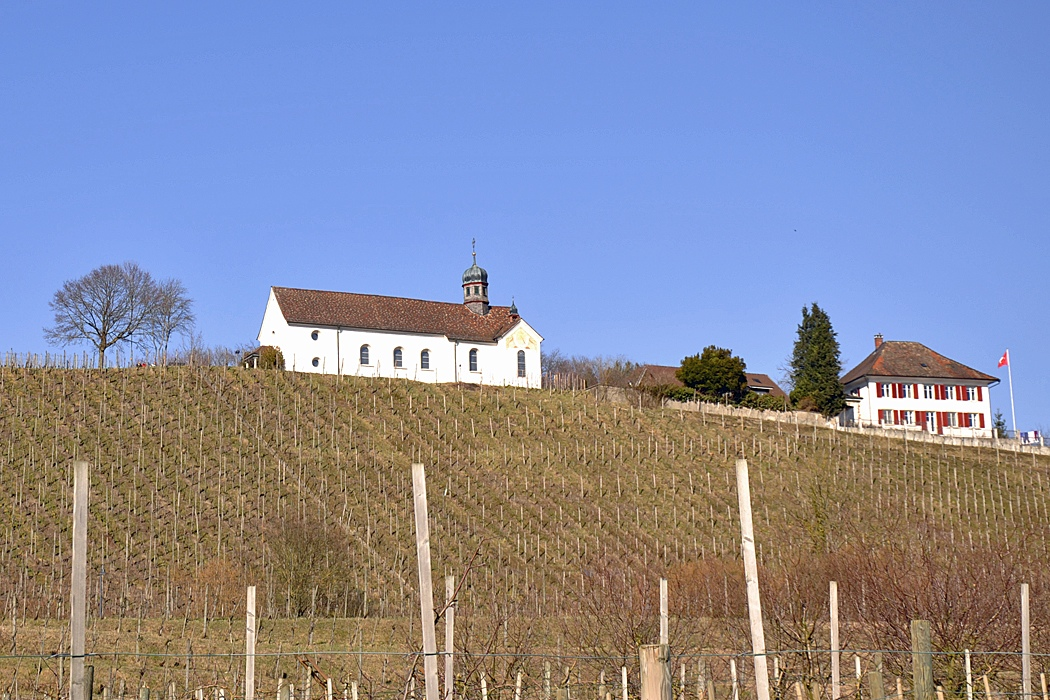
Kath. Kirche von Warth-Weiningen

→ siehe auch Liste der Kulturgüter in Warth-Weiningen

→ siehe auch Abschnitt Sehenswürdigkeiten im Artikel Warth TG
Die Kartause Ittingen ist im Inventar der schützenswerten Ortsbilder der Schweiz aufgeführt.